# Fartura (Brasil)
Fartura es un municipio brasileño ubicado en el suroeste del Estado de São Paulo, cerca del límite con el Estado de Paraná.

## Efemérides
- Instalación de la parroquia: 7 de febrero de 1884.
- Ascensión al rango de municipio: 31 de marzo de 1891.
- Instalación del municipio: 10 de abril de 1891.
- Día de la Patrona Nuestra Señora de los Dolores: 15 de septiembre.